# SS Gallic (1894)
O SS Gallic foi um barco a vapor com rodas de pás construído em 1894 como SS Birkenhead pelos estaleiros da John Scott & Co. Ele operou inicialmente como uma balsa pela Birkenhead Corporation antes de ser vendido em 1907 para a White Star Line, com o propósito de auxiliar os diversos transatlânticos da empresa.
Seu porto base era Cherbourg, mas logo foi considerado pequeno demais para auxiliar as embarcações cada vez maiores da frota da White Star Line. Quando Joseph Bruce Ismay propôs construir os navios da Classe Olympic, a empresa decidiu construir dois novos barcos-auxiliares, o SS Nomadic (para passageiros de primeira e segunda classe) e o SS Traffic (para correios e passageiros de terceira classe).
O Gallic foi mantido por um curto período em Cherbourg, onde foi utilizado ocasionalmente no transporte de bagagens. O sucesso do Nomadic e Traffic fez com que os serviços prestados pelo Gallic se tornassem desnecessários, e a embarcação foi desmantelada em 1913 nas margens do Mersey.